# Dionda episcopa
Dionda episcopa es una especie de peces de la familia de los Cyprinidae en el orden de los Cypriniformes.

## Morfología
Los machos pueden llegar alcanzar los 7,7 cm de longitud total.

## Hábitat
Es un pez de agua dulce.

## Distribución geográfica
Se encuentra en las cuencas de los ríos Colorado, San Antonio, tramo alto del río Nueces y río Bravo (Texas, Nuevo México y México).